# حسن علي النعمة
حسن بن علي بن حسين النعمة (1943) شاعر ودبلوماسي قطري. ولد في الدوحة ونشأ بها ودرس فيها أولًا. مجاز في اللغة العربية وآدابها عام 1967 من جامعة الأمريكية في بيروت وحاصل على الدكتوراه من جامعة كمبردج. عمل في السلك الدبلوماسي مندوبًا لدولة قطر لدى الأمم المتحدة وسفيرًا في الهند. نشر شعره في الصحف والمجلات المحلية. 

## سيرته
```
ولد حسن بن علي بن حسين النعمة سنة 1943 م/ 1363 هـ في 
الدوحة
 لعائلة قطرية معروفة، من سكنة منطقة الجسرة، تعود جذورها إلى عشيرة العوينات التميمية في العراق وبعد خراب البصرة انتقلوا وسكنوا في بر فارس وعرفت بامتهانها للتجارة. فعمه هو  
عبد الله بن حسين بن نعمة بن محمدالنعمة
. عاش ردحًا من الزمن في 
البحرين
 مع والده.
[
4
]
 درس في الدوحة أولاً ثم بعث للدراسة في 
الجامعة الأمريكية في بيروت
 قسم اللغة العربية، فحصل على درجة الليسانس في اللغة العربية‌ وآدابها سنة 1967. ثم بعث إلى بريطانيا وحاز على درجة الدكتوراه في الأدب العربي سنة 1975 من 
جامعة كامبريدج
. 
[
3
]
```

عاد إلى وطنه وبدأ حياته المهنية في عام 1958 في دائرة المعارف القطرية (وزارة التربية والتعليم لاحقًا). اختير ضمن الوفد الذي مثل قطر في مؤتمر وزراء التربية العرب الثالث الذي انعقد بدولة الكويت في عام 1968. ثم عين وكيلاً لمدرسة الدوحة الثانوية. أختير ليكون ثاني سفير لدولة قطر لدى الهند، حيث بقي هناك من 1976 وحتى 1989 وهو العام الذي تم فيه نقله إلى نيويورك ليكون مندوبًا دائمًا لبلاده لدى الأمم المتحدة حتى 1992. ثم انتقل للعمل كسفير لقطر لدى الجمهورية التركية. وفي السنوات الأخيرة من حياته الدبلوماسي، عمل كمستشار للشؤون الثقافية في مكتب أمير قطر، إلى جانب نشاطه الفكري والأدبي من خلال المجلس الوطني للثقافة والفنون والتراث القطري. 

## شعره
نشره شعره في الصحف والمجلات المحلية. وله قصائد في المدح والرثاء. تعتبر فترة عمل نعمة في الهند من أغزر وأثرى تجارب حياته. 

في رأيه أن الشعر «هو شعر بغض النظر عن الشكل والأسلوب، وإن كنت لا أجد نفسي إلا في الشعر العربي الكلاسيكي الذي ظل أحب الشعر إلى قلبي وأقربه إلى نفسي، وأنا أشبهه بالسجن الجميل الذي يستعذبه الشاعر وقد يموت إذا أطلق سراحه، وأعتقد أن هذا الشعر لم يمت وهو يتمتع بقابلية الحياة والتجدد دوما، بشرط أن يتطور. فحتى في هذا النوع ومنذ القدم هناك قصائد رتيبة وأخرى بديعة».

## جوائزه
- 2018: كرمته المؤسسة العامة للحي الثقافي كتارا بمنحه درع الأديب. [6][7]